# HD 148156
HD 148156 är en ensam stjärna belägen i den norra delen av stjärnbilden Vinkelhaken. Den har en skenbar magnitud av ca 7,69 och kräver åtminstone en handkikare eller ett mindre teleskop för att kunna observeras. Baserat på parallaxmätning inom Hipparcosuppdraget på ca 19,4 mas, beräknas den befinna sig på ett avstånd på ca 168 ljusår (ca 52 parsek) från solen. Den rör sig närmare solen med en heliocentrisk radialhastighet på ca -1,7 km/s.

## Egenskaper
HD 148156 är en gul till vit stjärna i huvudserien av spektralklass G1 V. Den har en massa som är ca 1,2 solmassor, en radie som är ca 1,3 solradier och har ca 2 gånger solens utstrålning av energi från dess fotosfär vid en effektiv temperatur av ca 6 000 K.
En undersökningen 2015 har uteslutit förekomsten av ytterligare följeslagare på beräknade avstånd från 49 till 345 astronomiska enheter.

## Planetsystem
År 2009 upptäcktes en gasjätteplanet i omlopp kring HD 148156.
| Planet | Massa              | Halv storaxel (AE) | Siderisk omloppstid (d) | Excentricitet | Inklination | Radie |
| ------ | ------------------ | ------------------ | ----------------------- | ------------- | ----------- | ----- |
| b      | ≥0,85+0,67-0,05 MJ | 2,45 ± 0,04        | 1 027 ± 28              | 0,52 ± 0,04   | -           | -     |